# ФК Плави Дунав
ФК Плави Дунав (мађ. Kék Duna LE) је био фудбалски клуб из Скореновца. Основан је 1932. године.

## Име клуба
- СКС (Спортски клуб Скореновац) (Székelykevei Sport Klub) (1932—1949)
- ФК Плави Дунав (Kék Duna LE) (1949. до данас)

## Историја клуба
Плави Дунав је основан 14. јуна 1932. године. Основали су га тадашњи скореновачки гимназијалци на челу са Јожефом и Тамашем Јунгом, Јаношем Хубертом, Јожефом Боршошем и другим.
Један од успеха им је да су од тадашњег сеоског судије Јаноша Селића успели да издејствују земљиште за фудбалски терен. Добили су општинску парцелу која је остала од школског имања. Тада су одигране прве пријатељске утакмице против тимова из Иванова, Плочице, Мраморка и Банатског Брестовца.
Председник фудбалског клуба је био Миливој Ђуркин, а потпредседник др Имре Ласло (Dr. László Imre), секретар Рудолф Герхард (Rudolf Gerhardt), благајник Ференц Кути (Kúti Ferenc) и надзорни орган Антал Винтергерст (Wintergerst Antal).
Одмах је основана група навијачица за подршку, чирилидерке, чији руководећи састав су чинили Каталин Герхард (Gerhardt Katalin), Каталин Јунг (Jung Katalin), Магдолна Хигел (Hügel Magdolna), Маришка Хигел (Hügel Mariska) и Марија Голоб (Golob Mária).
Сама фудбалска екипа, оснивачка и током 1930-их је била у саставу: Антал Фазекаш (Fazekas Antal), Јанош Сирак (Szirák János), Станко Ердељан, Јожеф Боршош (Borsós József), Јанош Брашњо (Brasnyó János), Јожеф Босилков (Boszilkov József), Пуби Хуберт (Hubert Pubi), Иштван Киш (Kiss István), Имре Галац (Galac Imre), Тамаш Јунг (Jung Tamás), Деже Ковачевић (Kovačević Dezsö), Иштван Урбан (Urbán István), Имре Комароми (Komáromi Imre), Јанош Миглеци (Migléci János), Миле Перић, Ђуро Станисављевић и Славко Ивков.

## Клупске боје
Приликом оснивања одлучено је да играчи носе зелене дресове са белом крагном, беле шорцеве и зелене штуцне, чарапе. Копачке су им по мери правили сеоски обућари. Оригинални дресови су нестали 1946. када су били позајмљени ковинском фудбалском клубу и од тада им се изгубио траг. Чак је дошло до тога да, пошто нису имали дресове у првенству 1946, клуб није могао да игра званичне сусрете.
Садашње боје клуба су плаво-беле.

## Финансирање
Током 1930-их клуб се издражавао од добровољних прилога, позоришних представа (које су одржавале навијачице за подршку) и разних игранки које су организоване у сали ресторана Винтергерст Роже.
После Другог светског рата, финансирање је ишло највише од прилога и чланарине. Током 1946. клуб је добио на зајам 3 ланца земље, од чега је приход ишао у касу клуба. Делом захваљујући оваквој финансијској подршци клуб је од нуле стигао до јужнобанатске лиге бивше Југославије.

## Фудбалско игралиште
Оригинално фудбалско игралиште, које је било у функцији од 1932, током 1970-их више није испуњавало услове које је фудбалски савез захтевао. Стари терен је продат и купљен нови, недалеко од оригиналног места. Финансирање је ишло преко клуба и месне заједнице. Продата је шума испод села, прикупљани су разни прилози, трава са пашњака, такође испод села, је продата за Београд и Сплит. У то време скореновчани су са поносом говорили како прволигаши играју на скореновачкој трави. Наиме потрављавањем фудбалских терена се у то време бавио, бивши али и даље чувени, голман репрезентације Југославије и Црвене звезде, Срђан Мркушић. У замену за траву коју је поставио на звездин стадион Маракану и касније на стадион сплитског Хајдука, Пољуд, Плави Дунав је добио доста финансијских олакшица за изградњу терена, а Мркушић своје услуге није наплатио, већ је са својим тимом бесплатно пројектовао игралиште.
Изградња терена је трајала две године. Започето је 1974. а завршено и званично отворено 2. октобар 1976.. Оваквим радом и трудом Плави Дунав је добио један од најбољих терена у Војводини, са дренажом, травом, системом заливања, клупске просторије са свлачионицама, купатилима и клупским рестораном. Квалитет самог терена је био такав да су и многи прволигаши могли позавидети на њему.

## Успеси
Највећи успех Плави Дунав је постигао 1977. године када је у непуне две године из општинске лиге догурао до прве јужнобанатске лиге. Сличан успех Плави Дунав је направио 1947. године када је исто догурао до такмичења у јужнобанатској лиги.
Током 1980-их и 1990-их је егзистирао у јужнобанатској првој и другој лиги, док није дефинитивно у 2000им испао и балансира између јужнобанатске прве и јужнобанатске друге лиге.
Плавом Дунаву су у госте долазили познати клубови као што је Црвена звезда, Динамо из Панчева, Раднички из Ковина, гости из иностранства Алпар из Мађарске, Бугарске, Форверц из Беча и многи други војвођански и српски лигаши.

## Познати играчи
- Ерне Комароми (Komáromi Ernö) - играо за Војводину, Нови Сад, Динамо из Панчева и Плави Дунав из Скореновца
- Ђурка Пап (Papp György-Gyurka) - фудбалер плавог Дунава, један од тренера Динама из Панчева и Динама из Бора, радио са младима. Тренерску школу завршио у класи са Миљаном Миљанићем
- Голмани Антал Фазекаш (Fazekas Antal), Михаљ Переги (Peregi Mihaly) и Јожеф Кантор Нађ (Nagy Kántor Jozsef)

### Галерија слика
| - Чирлидерке и играчи - ФК Плави Дунав из 1930-их - Тим из 1940-их - Тим са почетка 1950-их - Тим из 1950-их - Тим из 1960-их - Тим из 1970-их - Други тим из 1974 - Тим из 1975 - Тим из 1975 - Тим из 1977 - Јубиларни амблем 1982 - Састав из 1930-их - Састав из 1960-их - Састав из 1970-их - Иштван Урбан (играч) и Тамаш Јунг (играч и оснивач) - Јубилеј 50 година - Јубилеј 50 година - Јубилеј 50 година |